# Asa de Judá
Asa o Asá (en hebreo: אסא) fue el quinto rey de la casa de David y el tercero del Reino de Judá, gobernando entre 911 y 870 a. C. Era hijo de Abías y bisnieto de Salomón. Asa fue celoso cumplidor de la religión judía, y persiguió a los idólatras. Murió tras 41 años de reinado honrado por su pueblo, y le sucedió su hijo Josafat.
Rechazó dos intentos de invasión: uno de Etíope y otro de Basá, rey de Israel.

## Persecución religiosa
El profeta Azarías hijo de Oded, exhortó a Asa a reforzar la estricta observancia del judaísmo nacional, lo que el rey cumplió, prohibiendo los antiguos cultos religiosos, y destruyendo todos sus santuarios. La reina madre, Maaca, también fue apartada por haber estado involucrada con los dioses, cultos y creencias de los pueblos vecinos. También ilegalizó la prostitución y persiguió a los infractores. En el año 15 de su reinado organizó una gran fiesta en Jerusalén para celebrar la total expulsión de los idólatras. En esa época muchos norteños, en particular de las tribus de Efraín y Manasés, emigraron al Reino de Judá a causa de la prosperidad de que disfrutaba y a los conflictos internos del Reino de Israel tras la caída de la dinastía de Jeroboam I.

## Guerra
Asa renovó y reforzó el conjunto de fortalezas construido por su abuelo Roboam aprovechando el largo periodo de paz. Consiguió rechazar un intento de invasión realizado por el Ejército Etíope bajo el mando de Zerah, del que la crónica no aclara si era un faraón o un general. La batalla tuvo lugar en el valle de Zefat, donde Asa, con 580,000 hombres, derrotó a Zerah y a sus millones de hombres y 300 carros. La paz resultante permitió a Judá mantenerse libre de la opresión de los faraones hasta la época de Josías, dos siglos más tarde. 
En el año 36 de su reinado el rey de Israel Basá atacó Judá. Basá construyó la fortaleza de Ramah en la frontera, a unos 8 km de Jerusalén. El resultado fue que la capital se encontraba bajo la presión militar y la situación era precaria. Asa tomó el oro y la plata del Templo y los envió a Ben-Hadad I, rey de Damasco, a cambio de que suprimiera la ayuda que prestaba a Basá. Como resultado, Ben-Hadad atacó Ijon, Dan, y otras ciudades importantes de la tribu de Neftalí, y Basá se vio obligado a retirarse de Ramah. Asa derribó la fortaleza y utilizó sus materiales para fortalecer Geba y Mizpah, en la frontera.

## Fin del reinado de Asa
Asa fue visitado por Hanani quien le amonestó por confiar en el rey de Siria para derrotar a Baasa en lugar de confiar en El Dios de Israel que anteriormente ya lo había librado de un gran ejército, y por ello encarceló al vidente. También se le recriminó por confiar en los médicos y no en Dios para sanar de una enfermedad.
En el trigésimo noveno año de su reinado, Asa, gravemente enfermo de los pies, nombró corregente a su hijo Josafat. Murió dos años después y fue enterrado con sus antepasados en Jerusalén, en una tumba que había preparado.

| Predecesor: Abías | Rey de Judá 912-871 a. C. | Sucesor: Josafat |

### Citas
1. ↑  Edwin Thiele, The Mysterious Numbers of the Hebrew Kings, (1st ed.; New York: Macmillan, 1951;  2d ed.; Grand Rapids: Eerdmans, 1965; 3rd ed.; Grand Rapids: Zondervan/Kregel, 1983). ISBN 0-8254-3825-X, 9780825438257, p. 217.
2. ↑  1 Reyes 15:8-14.
3. ↑  2 Crónicas 16:13-14, 17:1.
4. ↑  2 Crónicas15:1-7
5. ↑  2 Crónicas15:12-15
6. ↑   2 Crónicas
7. ↑  2 Crónicas 16:1.
8. ↑  2 Crónicas 16:1-7.
9. ↑  2 Crónicas 16:7-10.
10. ↑  2 Crónicas 16:12.
11. ↑  2 Crónicas 16:13,14.